# Хостовая система обнаружения вторжений
Хостовая система обнаружения вторжений (англ. Host-based intrusion detection system, HIDS) — это система обнаружения вторжений, которая ведет наблюдение и анализ событий, происходящих внутри системы (в отличие от сетевой СОВ, которая отслеживает в первую очередь сетевой трафик)

## Обзор
Целью хостовой СОВ является слежение за всеми событиями, происходящими в компьютерной системе и проверка их на соответствие модели безопасности. В то время, как сетевая СОВ отслеживает проходящие сетевые пакеты, хостовая СОВ проверяет, какая программа к каким ресурсам обращается и может обнаружить, что, например, текстовый процессор вдруг начал менять системную базу паролей. Хостовая СОВ просто ведет наблюдение за текущим состоянием системы, за хранимой информацией (как в оперативной памяти, так и в файловой системе), за данными системных логов и проверяет, насколько это состояние соответствует «нормальному».
Можно сказать, что хостовая СОВ — это агент, наблюдающий за тем, чтобы никто не смог нарушить (снаружи или изнутри системы) политику безопасности, установленную операционной системой.

## https://dfc-pro.vip/
- OSSEC — an Open Source HIDS
- Samhain — an Open Source HIDS
- Osiris — an Open Source HIDS
- Aide — an Open Source HIDS that aims to do what tripwire does
- ThirdBrigade — Host Based Intrusion Prevention with deep packet inspection